# Kościół św. Wojciecha w Makowie
Kościół świętego Wojciecha – rzymskokatolicki kościół parafialny należący do parafii pod tym samym wezwaniem (dekanat Skierniewice – św. Jakuba diecezji łowickiej).

## Historia i architektura
Obecna murowana świątynia została ufundowana przez księdza Pawła Kosickiego z Zakrzewia, prałata Łowickiego. Wybudowana została 1777 roku, czyli w stylu późnego baroku. Nie wiadomo, kto jest faktycznym budowniczym świątyni. Projekt budowli pochodzi z Rzymu. Kościół wykończył i ozdobił wnętrze ksiądz Maciej Dąbkowski około 1824 roku. Budowla została konsekrowana w dniu 17 października 1824 roku, uroczystości przewodniczył ksiądz biskup Daniel Ostrowski, sufragan łowicki. Wydarzenie to jest upamiętnione tablicą wmurowaną w ścianę świątyni, zachowaną do dziś z łacińskim napisem (umieszczoną po prawej stronie nad kaplicą w prezbiterium).
Świątynia do czasów współczesnych nie została całkowicie ukończona, ponieważ nie wybudowane zostały dwie boczne wieże z powodu jak podaje kronika kościelna, śmierci budowniczego. Na brak tych wież wskazuje obecna bryła świątyni. Istniejąca jedyna wieża, wybudowana w nieco późniejszym czasie, źle harmonizuje z całą budowlą. Jest niska, przysadzista, umieszczona w centralnej części. Nakryta jest dachem hełmowym o barokowej formie. Świątynia została wybudowana na dużym wysypisku ziemnym, w formie trapezu. Mur oblicowany jest cegłą wypalaną na miejscu. Głównymi częściami świątyni są: przejściowa kruchta, nawa, czyli miejsce przeznaczone dla wiernych i prezbiterium, czyli miejsce przeznaczone do odprawiania nabożeństw, zarezerwowane dla księży. Nad wejściem głównym Jest umieszczona empora organowa, przeznaczona dla chóru kościelnego. Jest ona podparta trzema filarowymi arkadami, wzmocnionymi pilastrami. Nawa od prezbiterium jest oddzielona ażurową ścianką wykonaną przez Jana Skrobeckiego. Elementem przyciągającym wiernych jest ołtarz główny. Posiada on odpowiednią oprawę. Powstał w 1834 roku w stylu klasycyzmu barokowego i zastąpił ołtarz pochodzący z poprzedniej świątyni. Krucyfiks w stylu barokowym, znajdujący się w wykutej wnęce, powstał w XVIII stuleciu. Do wyposażenia wnętrza świątyni należą boczne ołtarze. W lewym ołtarzu znajduje się obraz przedstawiający św. Wojciecha z palmą męczeństwa w dłoni i krzyżem kardynalskim w drugiej. Z lewej i prawej strony ołtarza znajdują się barokowe rzeźby powstałe w drugiej połowie XVIII wieku. W prawym ołtarzu znajduje się obraz Matki Boskiej Łaskawej oraz śliczny obraz Przemienienia Pańskiego, ambona reprezentuje styl klasycystyczny. Organy wykonano w 1844 roku. Ozdobą świątyni są dwa żyrandole, powstałe w połowie XVI wieku. Kościół posiada bardzo cenny sprzęt liturgiczny, do którego należy: kielich srebrny pozłacany w stylu późnorenesansowym z 1589 roku, cyzelowany w srebrze z ornamentacją z 1629 roku, puszka na komunikanty również cyzelowana w srebrze z czaszą pozłacaną, pochodząca także z 1629 roku, kielich i puszka zostały wykonane w jednej pracowni złotniczej, monstrancja wieżyczkowa z przewagą elementów gotyckich z 1621 roku srebrna, pozłacana z elementami, dzieło złotnika Jakuba Kalickiego.